# Cieszkowy
Cieszkowy – wieś w Polsce, położona w województwie świętokrzyskim, w powiecie kazimierskim, w gminie Czarnocin.
We wsi znajduje się Szkoła Podstawowa im. Armii Krajowej.

## Integralne części wsi
| SIMC    | Nazwa          | Rodzaj                          |
| ------- | -------------- | ------------------------------- |
| 0235743 | Grabówka       | część wsi                       |
| 0235750 | Jadwisin       | część wsi                       |
| 0235766 | Mieczysławówka | część wsi (zniesiona w 2023 r.) |
| 0235772 | Ogrody         | część wsi                       |

## Historia
Nazwa miejscowości pochodzi od imienia Cieszek. W XV wieku były to dwie wsie: Cieszków Duży (Czeszkow Maior) i Cieszków Mały (Czeszkow Minor). Obydwie należały do możnego rodu Rabsztyńskich herbu Topór.
W XVI w powstał tu zbór ariański z oryginalnymi napisami braci polskich i z typowym podziałem na dwie salki, dla początkujących i już wprowadzonych w dyskusję. W wieku XVII prawdopodobnie Wylamowie i Żeleńscy zamienili go na zbór kalwiński. Kolejnej zmiany jego przeznaczenia tym razem na lamus dokonano w XIX wieku. Obecnie w ruinie. Nad drzwiami i wnęka w sionce napisy: sentencje łacińskie, zatarty napis erekcyjny i napis polski z cytatem z Ewangelii św. Mateusza.
W 1783 r. wieś należąca wówczas do powiatu wiślickiego w województwie sandomierskim była własnością wdowy po Pawle Grabowskim, staroście czechowskim.
W 1864 r. na mocy dekretu cara Aleksandra II o uwłaszczeniu włościan wieś stała się własnością jej mieszkańców.
W 1859 r. w Cieszkowach zbudowano dwór wg projektu architekta Stanisława Postawki z Gabułtowa. Po II wojnie światowej budynek wywłaszczony przez władzę ludową w krótkim czasie popadł w ruinę. Na jego miejsce w roku 1963 wybudowano szkołę podstawową.
W 1997 r. miejscowość liczyła 250 mieszkańców i 72 domy.
W latach 1975–1998 miejscowość administracyjnie należała do województwa kieleckiego.

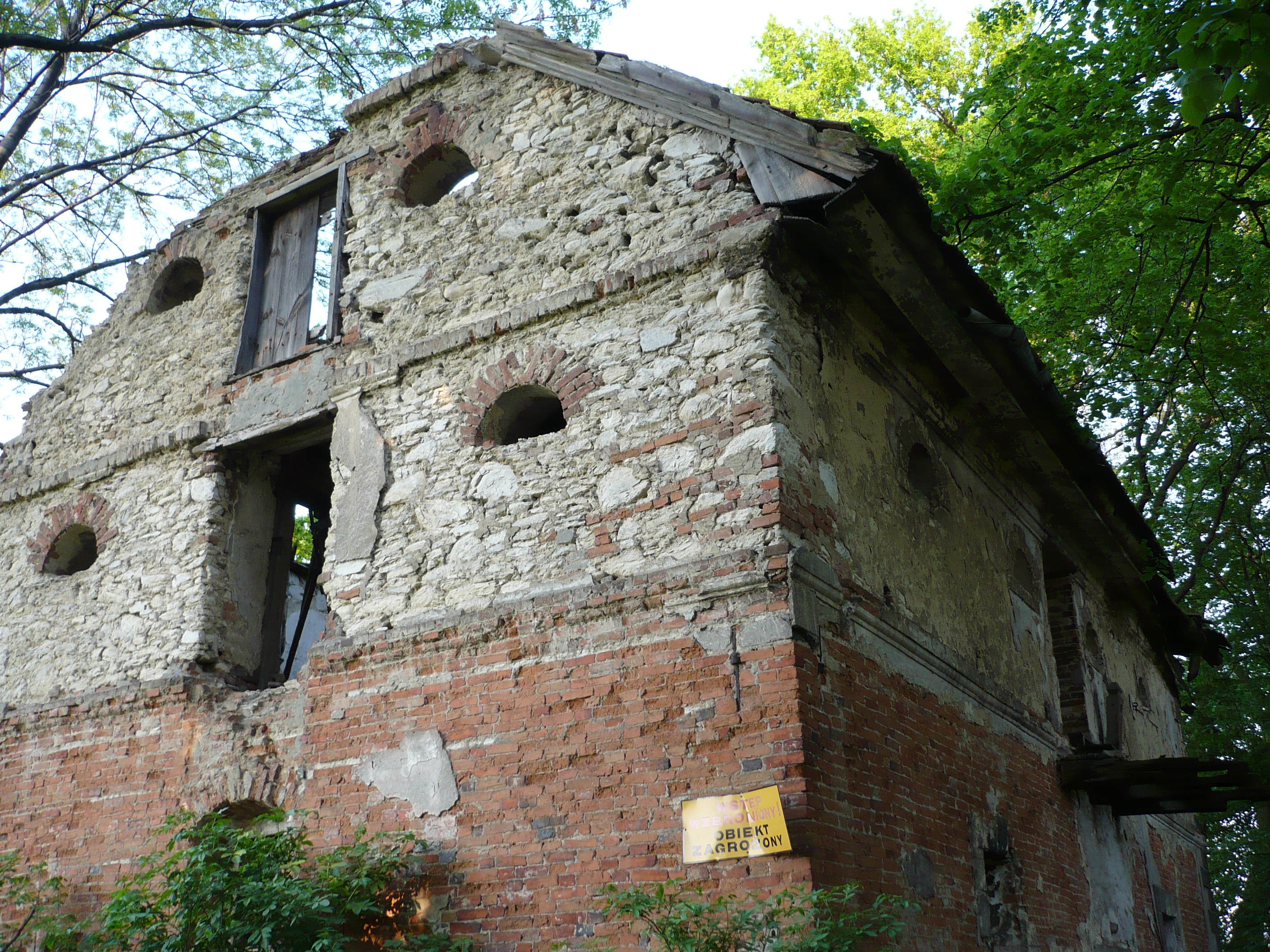
Zbór ariański a następnie kalwiński w Cieszkowach

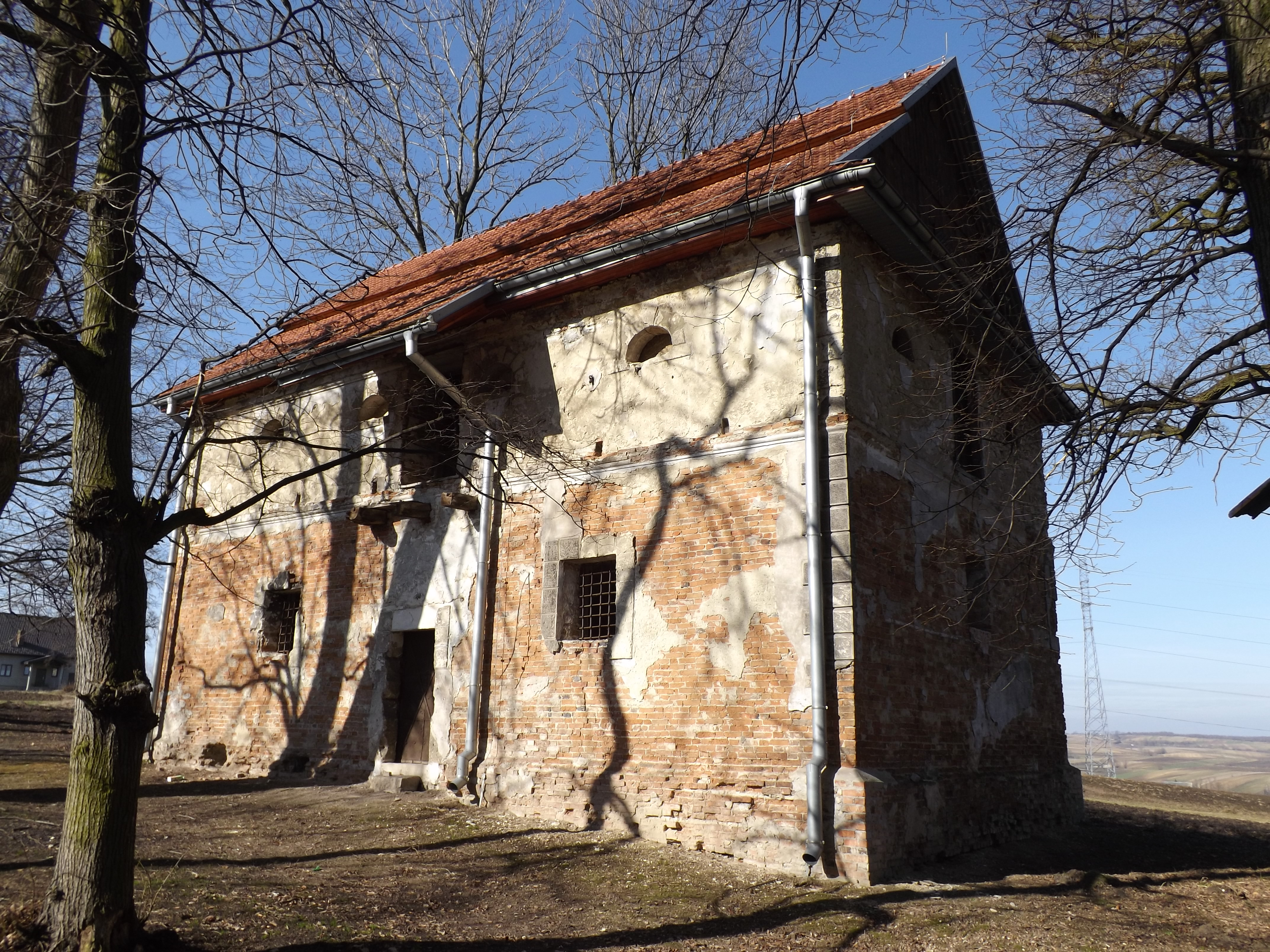
Zbór braci polskich w Cieszkowach po przeprowadzonym remoncie dachu.

## Zabytki
- Pozostałości zespołu dworskiego, wpisane do rejestru zabytków nieruchomych (nr rej.: A.175/1-2 z 29.01.1958, z 30.09.1959 i z 15.02.1967)[10]:
  - zbór ariański z XVII w., przebudowany w XIX w.,
  - park z XVIII w., przebudowany w połowie XIX w.

## Osoby związane z Cieszkowami
- Karol Frycz – polski malarz, scenograf i reżyser teatralny.
- Henryk Liburski – aktor, ur. w Cieszkowach.
- Ryszard Bukowski – polski kompozytor, pedagog, publicysta, ur. w Cieszkowach.